# Ісідзакі Котомі
Котомі Ісідзакі (4 січня 1979 , Асахікава, Префектура Хоккайдо ) — японська керлінгістка, олімпійська медалістка.